# Andrej Nestrašil
Andrej Nestrašil (* 22. Februar 1991 in Prag, Tschechoslowakei) ist ein tschechischer Eishockeyspieler, der seit Juli 2021 beim HC Oceláři Třinec aus der tschechischen Extraliga unter Vertrag steht und für diesen auf der Position des Stürmers spielt.

## Karriere
Nestrašil begann seine Karriere beim HC Slavia Prag, wo er zwischen 2004 und 2008 in diversen Nachwuchsmannschaften auf dem Eis stand. Zur Saison 2008/09 wechselte er nach Nordamerika und spielte zwei Spielzeiten für die Tigres de Victoriaville in der kanadischen Juniorenliga Ligue de hockey junior majeur du Québec. Diese hatten ihn beim CHL Import Draft 2008 an Position acht gezogen. Dort konnte er sich als offensivstarker Flügelstürmer etablieren und wechselte zur Saison 2010/11 innerhalb der Liga zu den P.E.I. Rocket. Nestrašil knüpfte mit insgesamt 70 Scorerpunkten in 58 Spielen an seine vorherigen Leistungen an, sodass er im Mai 2011 einen Dreijahresvertrag bei den Detroit Red Wings aus der National Hockey League, welche sich zuvor im Rahmen des NHL Entry Draft 2009 in der dritten Runde an Gesamtposition 75 die Transferrechte am Tschechen gesichert hatten, bekam. Die folgenden drei Jahre spielte er jedoch ausschließlich für die Farmteams Grand Rapids Griffins in der American Hockey League und Toledo Walleye in der ECHL.
In der Saison 2014/15 absolvierte der Linksschütze erstmals 13 Partien für die Detroit Red Wings in der National Hockey League, ehe er im November 2014 vom Ligakonkurrenten Carolina Hurricanes unter Vertrag genommen wurde. Dort konnte sich Nestrašil auf Anhieb im Stammkader etablieren und bestritt im restlichen Verlauf der Spielzeit insgesamt 41 Spiele in der höchsten Spielklasse Nordamerikas. Im Sommer 2015 wurde sein Vertrag in Carolina um zwei Jahre verlängert.
Nach Erfüllung des Vertrags kehrte Nestrašil nach Europa zurück und schloss sich Neftechimik Nischnekamsk aus der Kontinentalen Hockey-Liga an. In den folgenden zwei Spieljahren absolvierte er 109 KHL-Partien für Neftechimik, in denen er 56 Scorerpunkte sammelte. Im Sommer 2019 hoffte er auf einen Platz in einem Trainingslager der NHL-Klubs, erhielt aber keine Einladung und entschloss sich Ende September 2019 für einen Vertrag beim HC Oceláři Třinec. Wenige Tage erhielt er ein Vertragsangebot des HK Metallurg Magnitogorsk aus der KHL und nahm dieses unter Nutzung einer Ausstiegsklausel an. Nach zwei Jahren in der KHL kehrte er im Juli 2021 zum HC Oceláři Třinec zurück, mit dem er 2022, 2023 und 2024 die tschechische Meisterschaft gewann.

## Erfolge und Auszeichnung
| - 2009 Teilnahme am CHL Top Prospects Game - 2013 Calder-Cup-Gewinn mit den Grand Rapids Griffins - 2022 Tschechischer Meister mit dem HC Oceláři Třinec | - 2023 Tschechischer Meister mit dem HC Oceláři Třinec - 2024 Tschechischer Meister mit dem HC Oceláři Třinec |

## Karrierestatistik
Stand: Ende der Saison 2024/25

### International
Vertrat Tschechien bei:
- U18-Junioren-Weltmeisterschaft 2009
- U20-Junioren-Weltmeisterschaft 2010
- U20-Junioren-Weltmeisterschaft 2011
- Weltmeisterschaft 2018

(Legende zur Spielerstatistik: Sp oder GP = absolvierte Spiele; T oder G = erzielte Tore; V oder A = erzielte Assists; Pkt oder Pts = erzielte Scorerpunkte; SM oder PIM = erhaltene Strafminuten; +/− = Plus/Minus-Bilanz; PP = erzielte Überzahltore; SH = erzielte Unterzahltore; GW = erzielte Siegtore; 1 Play-downs/Relegation; Kursiv: Statistik nicht vollständig)